# ЛиАЗ-6213
ЛиАЗ-6213 — сочленённый низкопольный городской автобус особо большой вместимости производства Ликинского автобусного завода, первый в России автобус такого типа, являющийся заменой модели ЛиАЗ-6212. Предназначен для крупных городов с интенсивным и сверхинтенсивным пассажиропотоками. Серийное производство начато в 2007 году, с ноября 2014 года по октябрь 2016 года производство было заморожено в связи с трудностями с поставками импортных комплектующих.
По состоянию на сентябрь 2024 года, выпущено не менее 3068 экземпляров, они эксплуатируются в Алма-Ате, Астане, Белове, Великом Новгороде, Донецке, Кемерове, Москве, Нижнем Новгороде, Новокузнецке, Прокопьевске, Рязани, Санкт-Петербурге, Тюмени и Ярославле. При этом в Междуреченске,  Новомичуринске, Новомосковске, Ноябрьске, Оленегорске и Тольятти они работали в качестве служебных. Некоторое время использовались в Вологде, Воронеже и Северодвинске. В июле 2019 года один автобус прибыл на испытания в Уфу. Основная доля этих автобусов (не менее 2000 экземпляров, что составляет порядка 70 % общего количества выпущенных) была поставлена с завода в Москву.
С апреля 2022 года по май 2024 года выпуск был приостановлен из-за прекращения поставок импортных комплектующих. В мае 2024 года выпуск данной модели возобновлён.

## Модификации
| Фотография | Название модификации | Годы производства          | Вместимость | Вместимость             | Тип и формула дверей                                          | Двигатель                        | Двигатель    | Двигатель              | Механическое оборудование               | Механическое оборудование                                                                                     | Механическое оборудование | Внешние признаки |
| Фотография | Название модификации | Годы производства          | Общая       | Количество сидячих мест | Тип и формула дверей                                          | Модель                           | Расположение | Экологический стандарт | Коробка передач                         | Мосты и рулевой механизм                                                                                      | Узел сочленения           | Внешние признаки |
| ---------- | -------------------- | -------------------------- | ----------- | ----------------------- | ------------------------------------------------------------- | -------------------------------- | ------------ | ---------------------- | --------------------------------------- | --- | ------------------------- | --- |
|            | ЛиАЗ-6213.00         | 2004                       | 154         | 30                      | Первая — прислонно-сдвижная, остальные — планетарные, 2-2-2-2 | Caterpillar-3126E                | Поперечное   | Евро-3                 | Voith Diwa D 863.3E                     | Портальные Rába Csepel-A500.73                                                                                | Hübner HNGK 19.5          | Отсутствие заднего стекла, В 2008 году переделан в троллейбус ЛиАЗ-6236 |
|            | ЛиАЗ-6213.20         | 2007-2012                  | 154         | 30                      | Планетарные, 2-2-2-2                                          | MAN D0836 LOH02, MAN D0836 LOH40 | Продольное   | Евро-3                 | ZF Ecomat 6 HP 504 C                    | Первый — ZF RL-85A, второй — ZF AVN-132, третий (ведущий) — ZF AV-132/87, рулевой механизм — ZF 8098 Servokom | Hübner HNGK 19.5          | Наличие заднего стекла. Последний автобус данной модификации в Москве был оборудован салонным кондиционером |
|            | ЛиАЗ-6213.21         | 2008-2013                  | 154         | 30                      | Планетарные, 2-2-2-2                                          | MAN D0836 LOH55                  | Продольное   | Евро-4                 | ZF Ecomat 6 HP 504 C                    | Первый — ZF RL-85A, второй — ZF AVN-132, третий (ведущий) — ZF AV-132/87, рулевой механизм — ZF 8098 Servokom | Hübner HNGK 19.5          | Передняя оптика фирмы Hella (автобусы, выпускаемые начиная с 2011 года). Первые автобусы данной модификации в Москве не были оборудованы салонными кондиционерами и имели переднюю оптику от автобусов модификации ЛиАЗ-6213.20                        |
|            | ЛиАЗ-6213.22         | 2012-2014                  | 154         | 30                      | Планетарные, 2-2-2-2                                          | MAN D0836 LOH64                  | Продольное   | Евро-5                 | ZF EcoLife 6 AP 1200 B                  | Первый — ZF RL-85A, второй — ZF AVN-132, третий (ведущий) — ZF AV-132/87, рулевой механизм — ZF 8098 Servokom | Hübner HNGK 19.5          | |
|            | ЛиАЗ-6213.65-77      | 09.2016                    | 154         | 37                      | Планетарные, 2-2-2-2                                          | ЯМЗ-53613                        | Продольное   | Евро-5                 | ZF EcoLife 6 AP 1400 B                  | Первый — ZF RL-85A, второй — ZF AVN-132, третий (ведущий) — ZF AV-133/90, рулевой механизм — ZF 8098 Servokom | Hübner HNGK 19.5          | Был увеличен проход в хвостовой части автобуса, добавлено третье сидение перед шахтой двигателя, увеличена шахта двигателя, изменена оптика передка и задка автобуса. Запуск автобуса в серийное производство стартовал в середине сентября 2016 года. |
|            | ЛиАЗ-6213.65-79      | 2017-2019                  | 154         | 36                      | Планетарные, 2-2-2-2                                          | ЯМЗ-53613                        | Продольное   | Евро-5                 | ZF EcoLife 6 AP 1400 B                  | Первый — ZF RL-85A, второй — ZF AVN-132, третий (ведущий) — ZF AV-133/90, рулевой механизм — ZF 8098 Servokom | Hübner HNGK 19.5          | Удлиненная вторая секция автобуса до длины 18750 мм., Смещенная назад третья дверь. Измененная планировка салона второй секции. |
|            | ЛиАЗ-6213.65-97      | 2020-2022; 2024-наст.время | 154         | 36                      | Планетарные, 2-2-2-2                                          | ЯМЗ-53613                        | Продольное   | Евро-5                 | ZF EcoLife 6 AP 1400 B                  | Первый — ZF RL-85A, второй — ZF AVN-132, третий (ведущий) — ZF AV-133/90, рулевой механизм — ZF 8098 Servokom | Hübner HNGK 19.5          | Второй рестайлинг с «электробусной» маской |
|            | ЛиАЗ-6213.67-79      | 2018                       | 154         | 30                      | Планетарные, 2-2-2-2                                          | ЯМЗ-53604-40                     | Продольное   | Евро-5                 | ZF EcoLife 6 AP 1400 B/Voith Diwa D 864 | Первый — ZF RL-85A, второй — ZF AVN-132, третий (ведущий) — ZF AV-133/90, рулевой механизм — ZF 8098 Servokom | Hübner HNGK 19.5          | Газовые баллоны на крыше. Был выпущен единственный опытный экземпляр |
|            | ЛиАЗ-6213.70         | 2008-2010                  | 154         | 30                      | Планетарные, 2-2-2-2                                          | Cummins CGe4-280                 | Продольное   | Евро-5                 | Allison T-325R                          | Первый — ZF RL-85A, второй — ZF AVN-132, третий (ведущий) — ZF AV-132/87, рулевой механизм — ZF 8098 Servokom | Hübner HNGK 19.5          | Продольное расположение двигателя (наличие заднего стекла), газовые баллоны на крыше |
|            | ЛиАЗ-6213.71         | 2012-2013                  | 154         | 30                      | Планетарные, 2-2-2-2                                          | MAN E0836 LOH01                  | Продольное   | Евро-5                 | ZF Ecolife 6 AP 1200 B                  | Первый — ZF RL-85A, второй — ZF AVN-132, третий (ведущий) — ZF AV-132/87, рулевой механизм — ZF 8098 Servokom | Hübner HNGK 19.5          | Газовые баллоны на крыше |
|            | ЛиАЗ-6213.71-79      | 2019                       | 154         | 30                      | Планетарные, 2-2-2-2                                          | MAN E0836 LOH01                  | Продольное   | Евро-5                 | ZF Ecolife 6 AP 1200 B                  | Первый — ZF RL-85A, второй — ZF AVN-132, третий (ведущий) — ZF AV-133/90, рулевой механизм — ZF 8098 Servokom | Hübner HNGK 19.5          | Рестайлинговая модификация для Москвы |

| Фотография | Название модификации | Годы производства | Вместимость | Вместимость             | Тип и формула дверей | Двигатель       | Двигатель    | Двигатель              | Механическое оборудование | Механическое оборудование                                                                                     | Механическое оборудование | Внешние признаки                                                 |
| Фотография | Название модификации | Годы производства | Общая       | Количество сидячих мест | Тип и формула дверей | Модель          | Расположение | Экологический стандарт | Коробка передач           | Мосты и рулевой механизм                                                                                      | Узел сочленения           | Внешние признаки                                                 |
| ---------- | -------------------- | ----------------- | ----------- | ----------------------- | -------------------- | --------------- | ------------ | ---------------------- | ------------------------- | --- | ------------------------- | ---------------------------------------------------------------- |
|            | ЛиАЗ-6213.22-01      | 2013              | 154         | 30                      | Планетарные, 2-2-2-2 | MAN D0836 LOH64 | Продольное   | Евро-5                 | ZF EcoLife 6 AP 1200 B    | Первый — ZF RL-85A, второй — ZF AVN-132, третий (ведущий) — ZF AV-132/87, рулевой механизм — ZF 8098 Servokom | Hübner HNGK 19.5          | Автобус на базе ЛиАЗ-6213.22, с дополнительной кабиной в салоне  |
|            | ЛиАЗ-6213.65-80      | 2017              | 154         | 32                      | Планетарные, 2-2-2-2 | ЯМЗ-53613       | Продольное   | Евро-5                 | ZF EcoLife 6 AP 1400 B    | Первый — ZF RL-85A, второй — ZF AVN-132, третий (ведущий) — ZF AV-133/90, рулевой механизм — ZF 8098 Servokom | Hübner HNGK 19.5          | Рестайлинг ЛиАЗ-6213.22-01 с увеличенной кабиной стажёра         |
|            | ЛиАЗ-6213.71-80      | 2019              | 154         | 28                      | Планетарные, 2-2-2-2 | MAN E0836 LOH01 | Продольное   | Евро-5                 | ZF EcoLife 6 AP 1200 B    | Первый — ZF RL-85A, второй — ZF AVN-132, третий (ведущий) — ZF AV-133/90, рулевой механизм — ZF 8098 Servokom | Hübner HNGK 19.5          | Рестайлинговая газовая учебная модификация для ГУП «Мосгортранс» |

## Троллейбусы на базе ЛиАЗ-6213
В кузове ЛиАЗ-6213.00 в 2008 году были построены троллейбусы ЛиАЗ-6236, МТРЗ-6232 (3690),СВАРЗ-6234 (3699) и один из двух СВАРЗ-6237 (все по одному экземпляру).

### СВаРЗ-6234
Машина 3699 работала на троллейбусных маршрутах Филиала «Центральный» ГУП «Мосгортранс» (бывш. ФАТП) г. Москвы и передана в музей в июне 2019 года, машина 3690 списана в апреле 2015 года.

### ЛиАЗ-6236
Троллейбус сделан на авторемонтном заводе в городе Дупница в 2008 году, в кузове первого опытного экземпляра российского автобуса ЛиАЗ-6213.00, получил индекс ЛиАЗ-6213Т (позднее ЛиАЗ-6236). Машина была отправлена на испытания в болгарский город Пловдив, в дальнейшем работала некоторое время в болгарском городе Перник. Начиная с 2016 года, троллейбус стоял без движения во Львове, но 18 июля 2019 года был перевезён в Луцк.